# Tantal(V)-iodid
Tantal(V)-iodid ist eine anorganische chemische Verbindung des Tantals aus der Gruppe der Iodide.

## Gewinnung und Darstellung
Tantal(V)-iodid kann durch Reaktion von Tantal mit Iod gewonnen werden.
{\displaystyle \mathrm {2\ Ta+5\ I_{2}\longrightarrow 2\ TaI_{5}} }
Ebenfalls möglich ist die Darstellung Tantal(V)-oxid und Aluminium(III)-iodid.
{\displaystyle \mathrm {Ta_{2}O_{5}+5\ AlI_{3}\longrightarrow 2\ TaI_{5}+5\ AlOI} }

## Eigenschaften
Tantal(V)-iodid ist ein sehr feuchtigkeitsempfindlicher Feststoff, der in Form von glänzenden schwarze bis bronzefarbene Blättchen oder Nadeln vorliegt. Es sind zwei Modifikationen bekannt, die sich allein in der Stapelfolge der (TaI5)2-Dimere unterscheiden. Die erste Modifikation hat eine orthorhombische Kristallstruktur mit der Raumgruppe Pnma (Nr. 62), die zweite besitzt eine monokline Kristallstruktur mit der Raumgruppe P21/c (Raumgruppen-Nr. 14) mit 4 Formeleinheiten in der Elementarzelle. Bei 1000 °C zersetzt sich die Verbindung unter Iodabgabe.